# مجموعه ورزشی انقلاب تهران
مجموعهٔ فرهنگی ورزشی انقلاب تهران یا باشگاه انقلاب تهران (کلوپ شاهنشاهی یا باشگاه شاهنشاهی سابق)،  یک مجموعه ورزشی در شهر تهران است که پس از انقلاب اسلامی به سازمان تربیت بدنی واگذار شد. این مجموعه با نگاه به موقعیت جغرافیایی ویژهٔ خود، از هوای پاک شمال تهران برخوردار است. درب جنوبی در کنار بوستان ملت و درب شمالی آن در خیابان سئول، کنار نمایشگاه بین‌المللی تهران است. 
این مجموعه با گسترهٔ نزدیک به یک میلیون متر مربع، که بیش از نیمی از آن فضای سبز است و نیمی دیگر آن شامل فضاهای گوناگون سرپوشیده و روباز ورزشی است، از مهم‌ترین و بزرگترین ورزشگاه‌های موجود در ایران و خاورمیانه است. این مجموعه که نگین سبز تهران لقب گرفته‌است، روزانه میزبان حدود ۱۰٬۰۰۰ نفر از اعضا است.

## پیشینه
این مجموعه در سال ۱۳۳۷ با نام کلوپ شاهنشاهی یا باشگاه شاهنشاهی تاسیس و مورد بهره‌برداری قرار گرفت. در آغاز راه‌اندازی مساحت مجموعه ۱۳۰ هکتار بوده و بیشتر مساحت آن را چند زمین تنیس، پیست اسب سواری و زمین‌های گلف تشکیل می‌داده‌اند و به‌کارگیری امکانات مجموعه برای همگان آزاد نبود. از آغاز بهره‌برداری تا کنون، ۱۴ نفر مدیریت آن را بر عهده داشته‌اند.

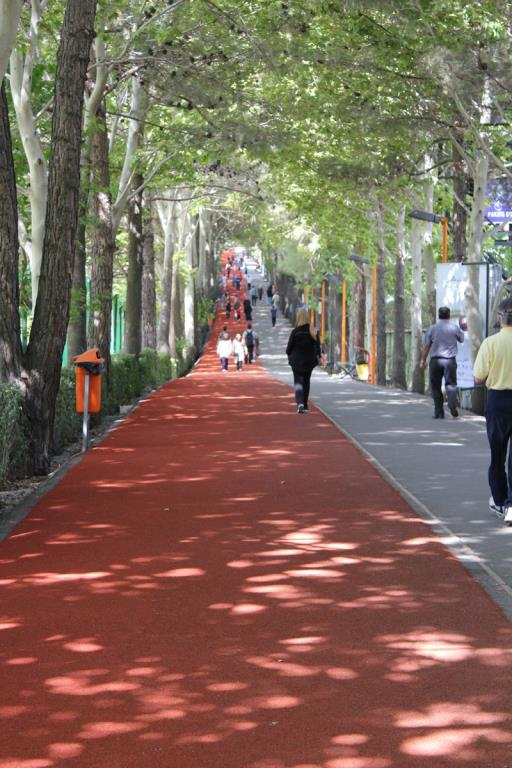
جاده تندرستی

## امکانات
مجموعهٔ فرهنگی ورزشی انقلاب هم‌اکنون، در بر دارندهٔ ۱۰٬۰۰۰ متر مربع فضای فرهنگی و ۶۰ هکتار فضای سرپوشیده و روباز ورزشی است. هم‌چنین، مجموعهٔ ورزشی خانوادگی انقلاب کامل‌ترین تسهیلات را در رشته‌های گلف، تنیس، اسکواش، والیبال، بسکتبال، فوتبال، شنا، سونا، بدن‌سازی، ورزش‌های رزمی، ماهی‌گیری و ماشین‌سواری (کارتینگ) برای افراد و خانواده‌های اعضا ایجاد کرده‌است.

### امکانات ورزشی
این مجموعه شامل امکانات ورزشی مختلف برای اجرای ورزش‌ها و بازی‌های متفاوت است. از جمله امکانات این مجموعه می‌توان به موارد زیر اشاره کرد:
- آکادمی اسکیت مجموعهٔ فرهنگی ورزشی انقلاب

نخستین سالن سرپوشیدهٔ اسکیت کشور است که مجهز به کفپوش تخصصی اسکیت (stilmat) می‌باشد که در سال ۱۳۷۸، فعالیت خود را آغاز نمود.
اسکیت‌بازان در این آکادمی پس از گذراندن سطوح پایه می‌توانند به صورت تخصصی در رشته‌های هاکی، سرعت، نمایشی، فری استایل، اگرسیو و برد به فعالیت خود ادامه دهند و در مسابقات استانی، کشوری و بین‌المللی شرکت نمایند:
- باشگاه تیراندازی CN

باشگاه تیراندازی CN مجموعهٔ فرهنگی ورزشی انقلاب در قسمت شمالی مجموعه و جنب باشگاه بانوان می‌باشد. این باشگاه با امکاناتی شامل ۹ لاین تیراندازی اهداف ثابت و ۶ دستگاه فالینگ تارگت آمادهٔ ارائهٔ خدمات آموزشی و تفریحی در رشته‌های تفنگ و تپانچه بادی به بانوان و آقایان از ۶ سال به بالا می‌باشد و همچنین با وجود مربیان بین‌المللی و قهرمانان ملی این رشته باشگاه تیراندازی توانسته استعداد های برتر را وارد رقابت‌های لیگ برتر تیراندازی کشور کند.
- مجموعهٔ تخصصی بانوان CN Club

مجموعهٔ تخصصی بانوان با وسعت ۲٬۰۰۰ مترمربع، دارای پارکینگ اختصاصی و امکانات منحصربه‌فرد از ساعت ۷ صبح الی ۲۱:۳۰ پذیرای بانوان می‌باشد.
- زمین‌های تنیس

زمین‌های تنیس با مساحت ۳۰٬۰۰۰ مترمربع شامل ۲۳ زمین تنیس مطابق با استانداردهای بین‌المللی است. همچنین شش ورزشگاه تنیس ۱٬۰۰۰ و ۱٬۵۰۰ نفری و یک ورزشگاه مرکزی ۵۰۰۰ نفری و در مجموع ۳۰ زمین تنیس روباز و همچنین هفت زمین سرپوشیدهٔ تنیس.
شش ورزشگاه تنیس در این مجموعه به صورت یک زنجیره به هم پیوند دارند. این ویژگی بهم‌ پیوستگی آن‌ها منحصر به فرد است، به گونه‌ای که با ایستادن در راهروهای آن امکان تماشای چهار مسابقه همزمان وجود دارد ولی در دیگر ورزشگاه‌های دنیا، یک ورزشگاه بزرگ و یک زمین کوچک در کنار یکدیگر قرار دارد. افزون بر این، زمین‌های تنیس از راه یک تونل میانی با ورزشگاه مرکزی پیوستگی دارند.
ورزشگاه مرکزی دارای گنجایش ۴٬۱۳۹ صندلی است که تا ۸٬۵۰۰ نفر نیز امکان افزایش دارد. دیگر ورزشگاه های مجموعه هر یک ۱٬۵۳۰ صندلی گنجایش دارند که تا سقف ۲٬۵۰۰ نفر نیز قابل افزایش است.
- زمین‌های گلف

با ۴۰۰٬۰۰۰ مترمربع که شامل ۱۸ میدان و پنج میدان تکراری است.
- سالن اسکواش

با ۱٬۵۰۰ مترمربع مساحت که شامل هشت سالن است که پنج سالن آن مخصوص آقایان و سه سالن مخصوص بانوان است. 
- سالن‌های چند منظوره

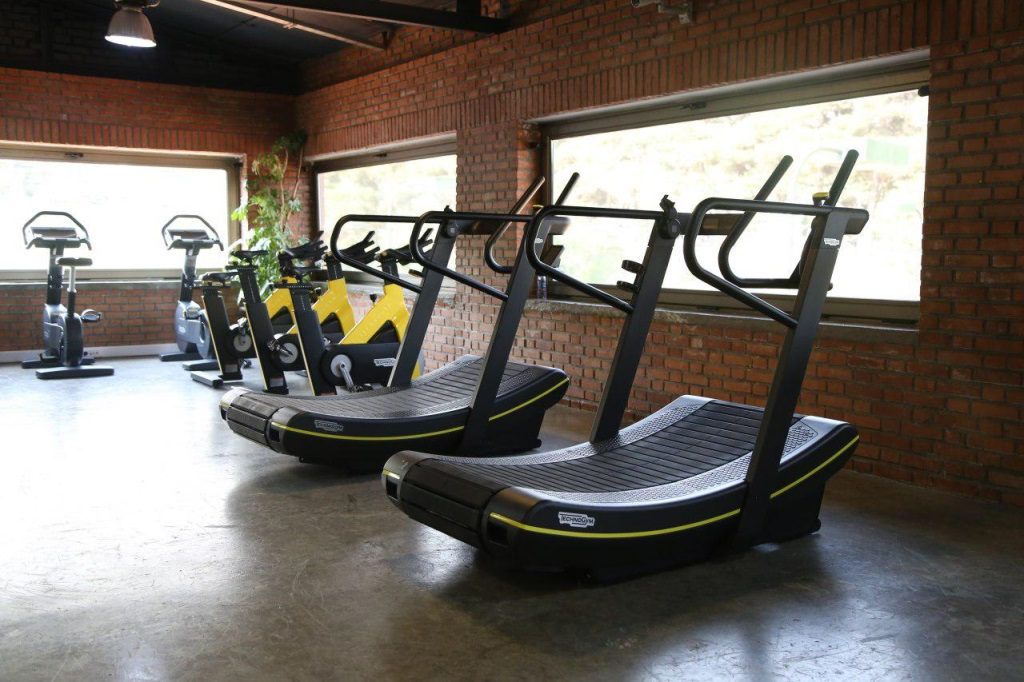
باشگاه ورزشی اکسیژن

با مساحت ۶٬۰۰۰ مترمربع و دارای قابلیت بازی‌های مختلف از جمله والیبال، تنیس، بسکتبال، هندبال و فوتبال است.
- سالن‌های خانوادگی

با مساحت ۲٬۰۰۰ مترمربع، دارای امکانات گوناگون ورزشی از جمله والیبال، بسکتبال، پینگ‌پنگ، فوتبال و تنیس است.
- سالن‌های ژیمناستیک و بدن‌سازی

با مساحت ۵٬۰۰۰ مترمربع.
- زمین‌های فوتبال

با مساحت ۱۵٬۰۰۰ مترمربع که شامل یک زمین چمن فوتبال به صورت استاندارد، یک زمین چمن آموزشی و دو زمین چمن کوچک است.
- مسیر ماشین‌سواری

با وسعت ۲٬۰۰۰ مترمربع
- زمین‌های والیبال و بسکتبال

زمین والیبال ساحلی، زمین بسکتبال و سالن ورزش‌های گروهی از جمله امکانات این مجموعه است.
- استخر و سونا

با ۲۵٬۰۰۰ مترمربع مساحت شامل استخر روباز و سرپوشیده مخصوص آقایان و استخر و سونای روباز و سرپوشیده مخصوص بانوان و استخر ماهی‌گیری با ۲٬۰۰۰ مترمربع است.
- جادهٔ تن‌درستی

جادهٔ تن‌درستی این مجموعه به طول 2٬544 متر است که تقریبا تمام آن با کفپوش تارتان پوشانده شده است و به دور زمین‌های گلف امتداد دارد. مناظر زمین‌های گلف و درختان بزرگ اطراف جاده که به شکل تونل سبز خودنمایی می‌کنند، استقرار دهکده سبز که مجموعه‌ای از غرفه‌های فروشگاهی و رستوران است و وجود مجموعه‌های کافه و رستوران در محیطی مشرف به زمین‌های گلف از جمله زیبایی‌های این جاده‌است.
- استخر چهار فصل باشگاه انقلاب

با مساحتی حدوداً ۸٬۵۰۰ متر مربع در یک فضای زیبا و منحصر به فرد در مجموعهٔ فرهنگی ورزشی انقلاب واقع شده است که از امکانات این مجموعه می‌توان به استخر بزرگسالان روباز و استخر کودکان روباز به صورت مجزا، سونای خشک و بخار و جکوزی سرپوشیده و روباز یاد کرد و همچنین وجود یک سالن بدنسازی مجهز (مرکز سلامت و تندرستی) زیر نظر مربیان مجرب با دانش فنی بالا و مرکز ماساژ آقایان با کادری حرفه‌ای از دیگر امکانات مجموعه است که آن را نسبت به مابقی استخرها منحصر به فرد نموده‌ است.
- مرکز سلامت و پزشکی اکسیژن (Oxygen Med)

## ساختمان‌های اداری
ساختمان آکادمی ملی المپیک و پاراالمپیک ایران، شرکت توسعه و نگهداری اماکن ورزشی کشور و پذیرش مجموعهٔ فرهنگی ورزشی انقلاب به ریاست پیمان پاک نیز در این مجموعه قرار دارد.